# 格罗森布罗德
格罗森布罗德是德国石勒苏益格－荷尔斯泰因州的一个市镇。总面积20.98平方公里，总人口2070人，其中男性978人，女性1092人（2011年12月31日），人口密度99人/平方公里。